# Pygmalion et Galathée
Pygmalion et Galathée er en fransk stumfilm fra 1898 af Georges Méliès.